# Igreja Evangélica Presbiteriana do Gana
A Igreja Evangélica Presbiteriana do Togo (em inglês Evangelical Presbyterian Church, Ghana ou EPCG e em ewe Presbyteria Nyanyui Hame le Ghana) é uma denominação presbiteriana, formada em 1959, quando a Igreja Evangélica Ewe foi dissolvida, dando origem às duas denominações presbiterianas nacionais, a EPCG e a Igreja Evangélica Presbiteriana do Togo.
É a segunda maior denominação presbiteriana de Gana.

## História
Em 14 de novembro de 1847, missionários da Sociedade Missionária do Norte da Alemanha, juntamente com a Missão Basileia, começaram a trabalhar entre o povo ewe no que hoje é a Região Volta de Gana. No início da Primeira Guerra Mundial, eles haviam estabelecido duas estações missionárias na colônia britânica da Costa do Marfim e sete no território alemão da Togolândia. A primeira das estações missionárias foi no atual Togo.
Após a guerra, Togolândia foi dividido em dois territórios, o ocidental sob domínio britânico e o oriental sob domínio francês. O primeiro sínodo das estações missionárias em maio de 1922, apesar da divisão do Togo, declarou-se o órgão supremo da "Igreja Evangélica Ewe" (IEE). A igreja adotou a ordem congregacional da Sociedade Missionária do Norte da Alemanha.
Em 1923, missionários escoceses começaram a trabalhar no Togo britânico, que é a atual Região Volta de Gana. A igreja na Togolândia francesa (agora Togo) era administrada pela Missão de Paris.
Como resultado, o desenvolvimento ocorreu separadamente nos dois territórios. Assim sendo, em 1959, a IEE foi dissolvida, dando origem à Igreja Evangélica Presbiteriana do Togo e à Igreja Evangélica Presbiteriana do Gana.
Em 2021, segundo estatísticas da própria denominação, tinha cerca de 750 igrejas e 600.000 membros.

## Doutrina
A denominação subscreve o Credo dos Apóstolos e o Credo Niceno. Além disso, permite a ordenação de mulheres e se opõe ao casamento entre pessoas do mesmo sexo.

## Relações Inter-Eclesiásticas
A igreja é membro do Concílio Mundial das Igrejas  e Comunhão Mundial das Igrejas Reformadas.
Além disso, a denominação tem relação muito próxima com a Igreja Evangélica Presbiteriana do Togo.